# 霍瓦特島
66°19′S 67°8′W / 66.317°S 67.133°W
霍瓦特島（英語：Horvath Island），是南極洲的島嶼，處於沃特金斯島以北，屬於比斯科群島的一部分，根據英國探險隊拍攝的空中照片繪入地圖，現時由南極條約體系管理。